# Лазар Добрић
Лазар Добрић (Лаза Харамбаша) хајдуковао је крајем XVIII и почетком XIX века на просторима Турске и Аустрије, а чета му је била састављена од Сремаца и Србијанаца. Најпознатији хајдуци у његовој чети, а затим и харамбаше, били су Станоје Главаш и Карађорђе Петровић.
Лаза је био родом из сремског села Сасе , опанчар по занимању.
Био је ухваћен од аустријских власти и он је осуђен на смрт, а затим помилован десетогодишњом робијом, али је успео да побегне из затвора у Темишвару. Потом је био неухватљив за аустријске власти, а заштиту је налазио у Београду код султановог одметника, дахије Кучук Алије. Главе му је дошао београдски везир, недалеко од Јагодине 1803.
У Новим Карловцима му је подигнут споменик 2018 године.